# Herpetogramma ipomoealis
Herpetogramma ipomoealis là một loài bướm đêm trong họ Crambidae.